# Mariä Himmelfahrt (Kynšperk nad Ohří)

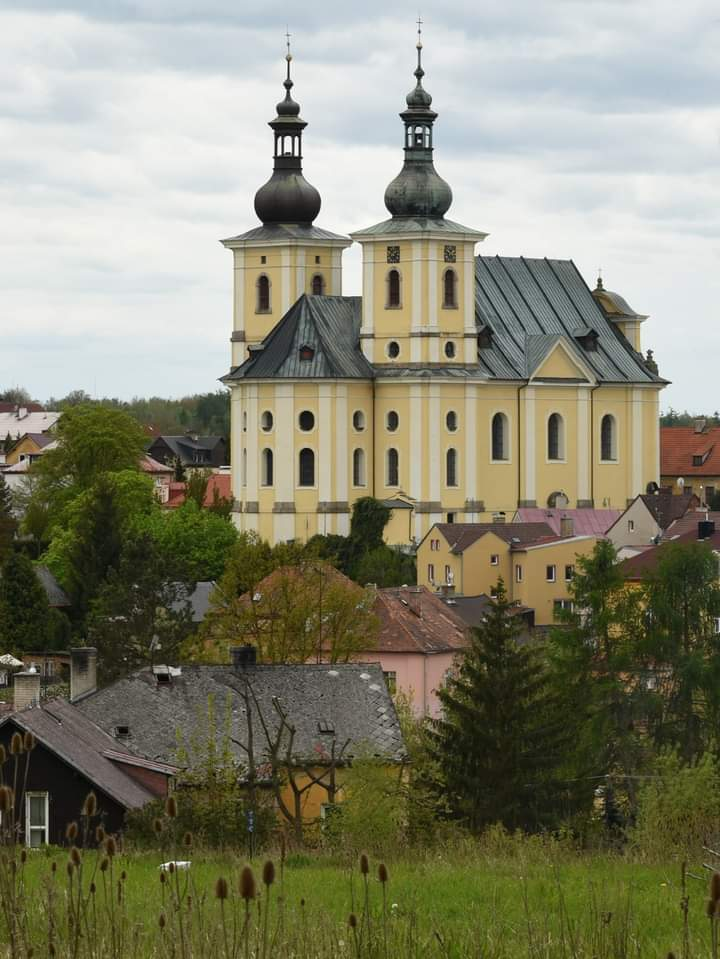
Pfarrkirche Mariä Himmelfahrt

Mariä Himmelfahrt (tschechisch Kostel Nanebevzetí Panny Marie) ist eine römisch-katholische Filialkirche und ehemalige Stadtpfarrkirche in Kynšperk nad Ohří (deutsch Königsberg an der Eger) im Okres Sokolov in Tschechien. Die von 1721 bis 1727 errichtete Barockkirche, eines der wichtigsten des Hochbarock in Westböhmen, steht zusammen mit dem angrenzenden Pfarrhaus seit 1963 unter Denkmalschutz.

## Geschichte
Das genaue Gründungsjahr ist unbekannt. Möglicherweise existierte bereits in der gegen Ende des 12. Jahrhunderts errichteten Burg Kinsberg eine Schlosskapelle, die bei der Vergrößerung der Siedlung an die heutige Stelle innerhalb der Stadt verlegt wurde. Vermutlich ließen die Vorgängerkirche Zisterzienser errichten, das Marienpatrozinium deutet auf eine Verbindung zum Kloster Waldsassen, dessen Stiftskirche ebenfalls Maria gewidmet ist. 1246 überließ der böhmische König Wenzel I. den Kreuzherren mit dem Roten Stern das Patronatsrecht über Königsberg inkl. aller Gerechtsamen. Als älteste Stiftung ist 1399 eine ewige Messe des Egerer Kaplans Albrecht Payer am dortigen Marienaltar nachgewiesen. Einem Fundationsbrief von 1444 zufolge stiftete Hans von der Koger eine Seelenmesse. Für eine ewige Messe, wöchentlich am Altar der hl. Barbara, verschrieb Kaspar Steinach der Kirche seine fünf Höfe in Teissau.

### Neubau
Der Überlieferung nach, soll der Kreuzherrenordenspriester Konstantin Peinlich, von 1692 bis 1694 Pfarrer in Königsberg, bei einem Festbankett seinen Tischgästen das Versprechen gegeben haben, sollte er Generalgroßmeister werden, in Königsberg eine neue Kirche zu errichten. Nach der Wahl zum Großmeister trieb er die Pläne zum Neubau voran, starb jedoch noch vor der Vollendung am 27. Dezember 1721. Erst sein Nachfolger, der Großmeister Matthias Böhm, der auch die Kirche in Karlsbad errichten ließ, erlebte die Fertigstellung. Die Baukosten für einen barocken Neubau mit zwei Türmen betrugen insgesamt 40.000 Gulden. Die Baupläne lieferte ein Baumeister aus Prag, der die Kosten zunächst auf 30.000 Gulden veranschlagte, für die nach Gesetz die eingepfarrten Filialen mit aufkommen sollten. Die Bauleitung übernahm der Architekt Johann Wolfgang Braunbock aus Tepl. Die Bauzeit dauerte von 1721 bis 1727. Den Kalk lieferte die Stadt Eger. Am 7. Juni 1824 schlug der Blitz in den nördlichen Turm ein. Zwei Arbeiter konnten unter lebensgefährlichen Einsatz ein Vordringen des Brandes in den Dachstuhl verhindern. Noch im selben Jahr wurde eine neue Turmkuppel vollendet. 1854 ließ der Kreuzherrenorden, als Kirchenpatron, das Gotteshaus von außen renovieren. Dabei wurden auch zwei Altäre beseitigt und der Innenraum erneuert. Die Eingepfarrten statteten den Hochaltar und zwei Seitenaltäre mit Hilfe von Spendengeldern neu aus. 1876 erhielten beide Türme einen Blitzableiter. In jüngerer Zeit unterzog die Stadt die Kirche einer umfassenden Sanierung. In Folge kehrte auch das überholte Mobiliar zurück.

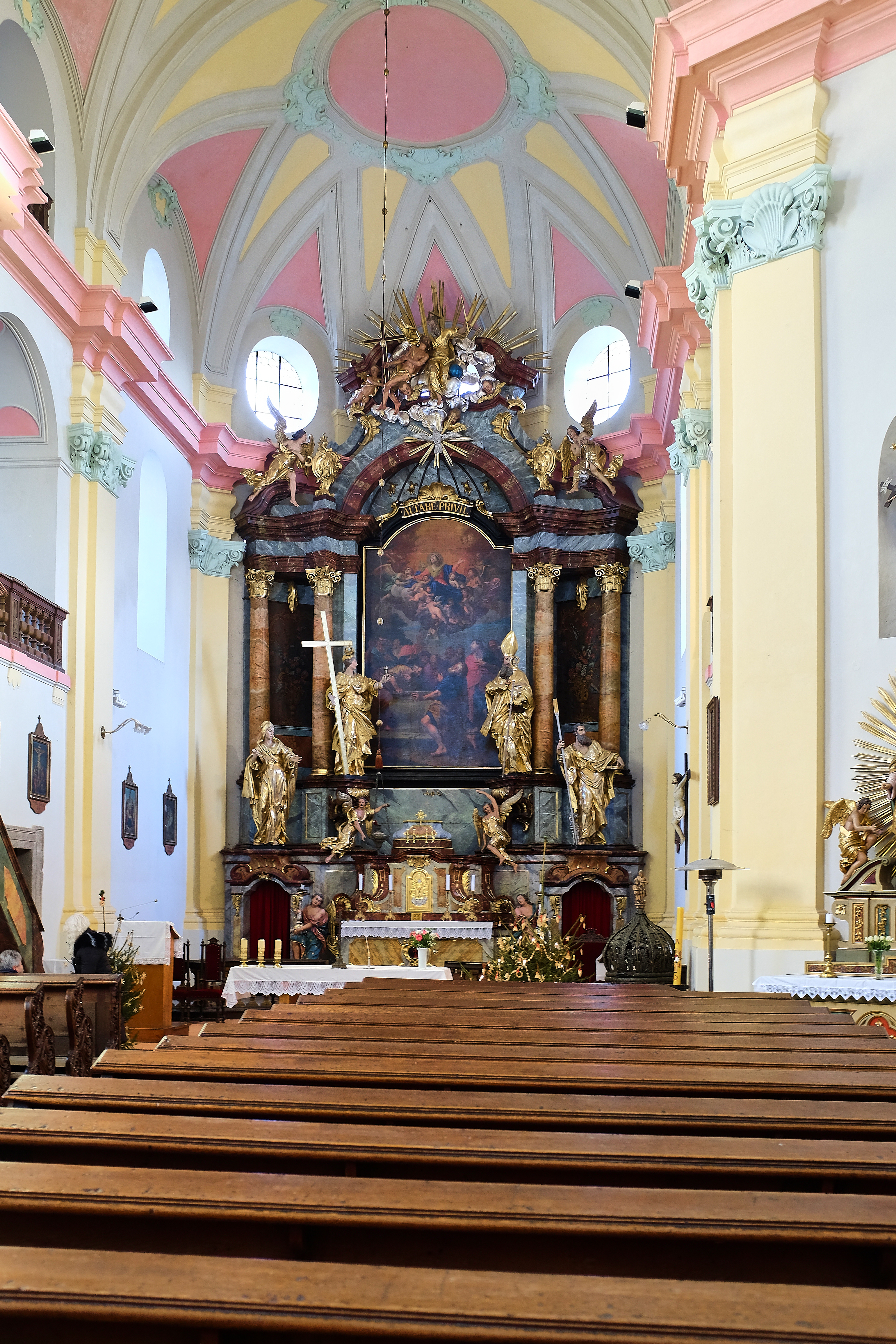
Innenraum

## Ausstattung
Der Innenraum ist mit einem barocken Hochaltar von 1765, vier Seitenaltären, einer Empore mit Orgel und zwei großen Grüften mit sieben Grabsteinen aus der Vorgängerkirche ausgestattet. Zu den weiteren Gegenständen zählt eine gotische Mondsichelmadonna mit Jesuskind. Der Boden von Kirchenschiff und Chor ist mit Granitplatten gepflastert. Die Decken sind gewölbt und mit Stuck verziert. Im Turm hängen vier Glocken. Die Turmuhr inkl. der Schlagglocke ließ der Rat bei der Demolierung des Torhauses in den zweiten Kirchturm setzten. Die Schlagglocke trägt die Inschrift „Christoph X Hann X Schood X D X R X S X N X 1583.“ Die kleinste Glocke goss 1817 Christoph Divale in Eger. Eine aus Spenden der Bürgerschaft finanzierte Sterbeglocke weihte 1739 der Abt von Waldsassen. Die Kirche umgab ein Friedhof, der 1854 aufgelassen und an eine Stelle außerhalb der Stadt verlegt wurde.

## Pfarrsprengel
Zur Kirche waren ursprünglich außer der Stadt Königsberg folgende Dörfer und Weiler gepfarrt: Dobrassen, Klingen, Rolessengrün, Thurn, Lapitzfeld, Kulsam, Mostau, Kotigau, Leibitsch, Pochlowitz, Schaben, Kogerau, Liebauthal, Golddorf, Krainhof, Liebau, Mülln, Ebersfeld und Steinhof.

## Pfarrer bis zum 19. Jahrhundert
1. Ekkard (1282), erhielt von König Wenzel das Pfarrecht[14]
2. Wolf Plankner (1377)
3. Kaspar (1439)
4. Nikolai (1476)
5. Niklas Pleicher (1479)
6. Niklas Zeidler (1493)
7. Johann Michl Engl (1516)
8. Georg Noswitzer (1580)
9. Johann Heinrich (1583)
10. Johann Heinrici (1586; † 1588)
11. Chenicius (1589)
12. Jakob Besser (1607)
13. Kaspar Söldner
14. Daniel Neumann (1634–1653)
15. Christian Sev. Schubert (1653), auch Pfarrer in Kulm
16. Emanuel Gottfried Mitig (1654–1656)
17. Johann Wenzel Wilmitzer (1657–1659)
18. Max N. C. Böhm (1659–1672)
19. Philipp Götzl (1674–1678)
20. Georg Heidl (1678–1692)
21. Martin Ch. Peinlich (1692–1694)
22. Andreas Josef Streer (1694)
23. Leopold Ignaz Siegl (1704)
24. Johann Kaspar Ditz (1731)
25. Valentin Michl Lutz (1748)
26. Anton Mohr (1750)
27. Johann Samuel Waha (1756)
28. Joseph P. Zaubitzer (1760)
29. Johann Gronner (1769)
30. Johann Kaspar Stritzl (1788)
31. Ignaz M. Helm (1800)
32. Adalbert Dworzak (1807)
33. Franz Zbraslavsky (1815)
34. Josef Tschamler (1821)
35. Johann Kohaut (1824)
36. Anton Wagner (1826)
37. Josef Meißl (1835)
38. Bernardin Dorant (1845)
39. Johann Zemmer (1854)
40. Johann Hrdliczka (1858)
41. August Cassali (1868)
42. Carl Czermak (1871)
43. Joseph Wiedemann (1883)